# Александр (Бердов)
Митропролит Александр (Бердов; ум. 2 июня 1591) — епископ Русской православной церкви, митрополит Великоновгородский, Великолуцкий и всего Поморья.

## Биография
В 1573—1574 годах упоминается архимандритом Новгородского Юрьева монастыря.
12 сентября 1576 года митрополитом Московским Антонием по избранию и повелению царя Иоанна IV Васильевича хиротонисан во епископа с возведением в сан архиепископа Новгородского.
Имеется грамота митрополита Александра от 1 июля 1581 года, в которой он увещевает и призывает к крепкой обороне против врагов-поляков, осаждавших Псков под предводительством Стефана Батория.
При учреждении Московского патриархата на Соборе 1589 года Антоний был одним из трёх кандидатов в патриархи (наряду с митрополитом Московским Иовом и архиепископом Ростовским Варлаамом). В 1589 году, в связи с учреждением на том же Соборе в Новгороде митрополии, избран митрополитом Новгородским (также из трёх кандидатов; вторым был архимандрит Троице-Сергиева монастыря Киприан, третьим — архимандрит Владимирского Рождественского монастыря Иона). Поставлен в митрополита Новгородского патриархом Константинопольским Иеремией II.
Скончался 2 июня 1591 года. Погребён в Софийском соборе, в Мартириевой паперти (получила своё название по имени архиепископа Новгородского Мартирия, которым она и была построена).